# Renneville, Haute-Garonne
 Renneville  là một xã thuộc tỉnh Haute-Garonne trong vùng Occitanie tây nam nước Pháp. Xã này nằm ở khu vực có độ cao từ 172-273 mét trên mực nước biển.